# Neachryson
Neachryson is een kevergeslacht uit de familie van de boktorren (Cerambycidae). De wetenschappelijke naam van het geslacht werd voor het eerst geldig gepubliceerd in 1940 door Fisher.

## Soorten
Neachryson is monotypisch en omvat slechts de volgende soort:
- Neachryson orientale Fisher, 1940